# Thomas Robins
Thomas Robins est un acteur néo-zélandais. Il a joué dans quatre films de Peter Jackson, dont Le Retour du roi (Le Seigneur des anneaux). Il y interprète Déagol.

## Filmographie

### Cinéma
- 1996 : Forgotten Silver de Peter Jackson et Costa Botes  : Colin McKenzie
- 2003 : Le Seigneur des anneaux : Le Retour du roi de Peter Jackson : Déagol
- 2003 : King Kong  de Peter Jackson : figurant
- 2012 : Le Hobbit : Un voyage inattendu : Thráin II jeune

### Télévision
- 1996-2006 : Squirt (en)
- 2005-2008 : Seven Periods with Mr Gormsby : Mr. Morton